# ایرینا اسپیرلی
 ایرینا اسپیرلی (انگلیسی: Irina Spîrlea؛ زاده ۲۶ مارس ۱۹۷۴) یک تنیس‌باز اهل رومانی است.